# 高校への数学
『高校への数学』（こうこうへのすうがく）は、東京出版が発行している雑誌。

## 内容
出版社自らが『高数』（こうすう）の略称を使用しており、読者の間でもそう呼ばれる。
基本的に月刊誌で、増刊号が発行されることもある。高校受験を控えた中学生を読者として想定し、入学試験で数学において高得点を取れるようになることを目的としている。具体的な内容は以下参照。
一般に流通する教科書傍用の問題集よりは難しく、中学数学において十分な実力が定着している生徒や、難関高校の受験者向け。主に国立高校・私立高校の入試問題を中心に扱っている。
1年分で中学1年生から3年生までの範囲を網羅していて、4月～9月は基本・標準問題、10月～3月は応用問題を演習できるようになっている。なお、4月から6月にかけては、高校別の入試問題速報があり、増ページになる。
数と式、図形の2分野において、「講義」「日日の演習」「発展演習」が載っていて、順々に問題を解いていくことができる。スタンダード演習や、そのほか様々なコラムもある。
「学力コンテスト」（通称：学コン）という問題が3月を除く毎月、巻末にのっている。4問あり、そのうち3問選んで解いて応募するのが「Aコース」で、全問解いて応募するのが「Bコース」である。問題は、1ページに1つ載っており、その下には余白があり、そこに答えの導出を書き、切り取って応募する。応募締め切りから2週間後くらいにコメント、解答の添削とともに自分の解答が返却される。席次、実力のレベルなどが書いてあり、詳しい解説の書いてあるプリントも送られてくる。AコースとBコースそれぞれにおいて「席次（順位）」が発表され、それぞれのコースにおいて30名程度の成績優秀者の名前が学校（中学生の場合）または住んでいる市町村（その他の場合）とともに2か月後の号に載る。上位1名に1等賞、その次に成績が良い2名に2等賞、その次に成績が良い3名程度に3等賞が送られ、また、3か月連続で応募した成績優秀者も載り、3か月連続で応募した人たちから10名、毎月抽選で賞品が贈られる。
そのほかにも、応募できる問題はいくつかあり、学コンよりレベルが高い「高数オリンピック」、ナンプレのようで少し違うパズル「計算パズル∞」である。「今月のテーマ」というのが載っていて、それに対して自分の思いを書いて送ることができる。送る際、巻末のハガキを使う。また、自分のつぶやきもハガキに書いて送ることができる。それらはいずれも冊子の後ろの方に一部の人が載る。
近年、中高一貫校への編入といった形で高校受験する生徒は少なくなっており、最初から中高一貫生を対象とした書籍も販売中である。このため、公立中学向けにレベルを落とすといった傾向はみられない。

## 高校への数学 増刊号 (2019年現在)
- レベルアップ演習
- Highスタンダード演習
- 日日のハイレベル演習
- 思考力を鍛える新作問題演習
- 攻略！入試問題ベスト100
- 数式のエッセンス
- 図形のエッセンス

## 高校への数学 書籍 (2019年現在)
- 目で解くシリーズ（全3冊）
- 中・高一貫シリーズ（全2冊）
- ランクアップシリーズ（全6点）
- 高校入試・１対１シリーズ（全2冊）
- 解法のエッセンスシリーズ
- 解法のスーパーテクニック
- 数学ワンダーランド
- 解法のエッセンスシリーズ
- 数学ハンドブックシリーズ
- スタートダッシュ中学数学
- 入試を勝ち抜く数学ワザ
- ビギナーズ52
- 入試を勝ち抜く数学ワザ52
- 数式の得点力を急速チャージ！
- 新作問題ベスト演習